# Prix Achille-Béchet
 (décembre 2016).
Si vous disposez d'ouvrages ou d'articles de référence ou si vous connaissez des sites web de qualité traitant du thème abordé ici, merci de compléter l'article en donnant les références utiles à sa vérifiabilité et en les liant à la section « Notes et références ».
Le prix Achille-Béchet est un prix de consécration biennal décerné par la province de Hainaut, qui récompense le travail d’un créateur, auteur d’une œuvre majeure, quel qu’en soit le domaine.
Créé en 1993 à l'instigation d'Achille Béchet, alors directeur général des Affaires culturelles du Hainaut, d'une valeur de 5 000 €, ce prix est réservé aux créateurs nés en Hainaut, ou y résidant depuis trois ans au moins, et s'exprimant en langue française.
Ce prix n'est pas soumis à candidature mais attribué sur proposition d'un jury.
C'est un des Prix du Hainaut.

## Lauréats
Parmi les lauréats, citons :
- 2001 : Georges Vercheval
- 2005 : André Balthazar, poète, fondateur des éditions du Daily-Bul
- 2007 : l'essayiste Raoul Vaneigem
- 2009 : Jean Louvet